# 阿尔滕堡地区县
阿尔滕堡地区县（德語：Landkreis Altenburger Land）是德国图林根州的一个县，县治阿尔滕堡。

## 地理
阿尔滕堡地区县与格赖茨县、萨克森-安哈特州的布尔根兰县和萨克森州的莱比锡县、中萨克森县、茨维考县相邻。